# 向井正方
向井 正方（むかい まさかた、元和7年（1621年） － 延宝2年7月15日（1674年8月16日））は、江戸時代前期の旗本。向井忠勝の五男。妻は服部冬次の娘。子に向井正盛。通称は左近衛将監。

## 生涯
元和7年（1621年）、徳川水軍の将で船手奉行であった向井忠勝の五男として誕生。後妻の子であった。
父の死後、所領のうち相模国三浦郡の一部1000石を与えられて、江戸幕府の走水番所の奉行となり、百余名の同心を預けられて江戸湾の警固を担当した。その後、早逝した（改易されたとの説もある）兄たちの跡を受けて、4代将軍・徳川家綱の元で、新たに三浦郡で2000石を拝領して船手奉行と、父から続く「将監」の名乗りを受け継いだという。
延宝2年（1674年）死去。墓所は神奈川県横須賀市の竹林山貞昌寺の裏山に設けられた。これは生前に墓所は江戸を見渡せる場所がよいと望んだためで、江戸湾を見下ろす山腹に妻の墓碑と並んで置かれていた。
なお、平成13年（2001年）1月16日、宅地造成に伴い、これら墓碑が移築されることになり、掘り返し工事が行ったところ、地下1メートルほどの場所で、正方と妻が埋葬されたと見られる高さ約120cmほどの大甕が2組発見された。その後の調査で遺骨や遺髪、日本刀と見られる副葬物が内部より発見され、当時の土葬の様子が窺える貴重な資料として注目された。正方夫妻の墓碑はその後造成された新興住宅街内に敷地を設けられ移築されたが、令和6年（2024年）に竹林山貞昌寺の境内に戻された。